# Си-Сатчаналай
Исторический город Си-Сатчаналай (тайск. ศรีสัชนาลัย) — исторический памятник со множеством храмов в северной части Таиланда. Расположен в 7 км южнее современного города, на берегу реки Йом. Си-Сатчаналай был построен в середине XIII века, когда соседний Сукотаи был столицей Сиама, и вокруг него были сооружены несколько городов-спутников. Си-Сатчаналай рассматривается как одна из вершин средневекового сиамского городского планирования. На территории парка, кроме того, находятся развалины города Чалиенг, предположительно кхмерского поселения, существовавшего при кхмерском царе Джаявармане VII (1181—1220). Площадь парка составляет 213 км², его территория покрыта холмами, в парке расположены четыре водопада и две пещеры.
В аютийский период истории Таиланда Си-Сатчаналай был переименован в Саванкхалок, а в XVIII веке, в конце аютийского периода, был разрушен бирманцами.
Остатки исторического города были объявлены защищаемой зоной в 1961 году, в 1976 году был одобрен проект реставрации, а в июле 1988 года парк был официально открыт. В настоящее время за памятником следит Департамент изящных искусств Таиланда. В 1991 году памятник был включён в список Всемирного наследия ЮНЕСКО совместно с соседними историческими городами Сукотаи и Кампхэнг-Пхет.

## Достопримечательности
- Ват-Чанглом (основан в 1286 году) находится в центре обнесённого стеной исторического города прямоугольной формы. В центре вата находится построенная по образцам цейлонской архитектуры чеди, к которой поднимается одна лестница (символизирующая путь между небом и землёй), а по периметру расставлены 39 статуй слонов, девять по каждой стороне (восемь на стороне с лестницей) и по одной на каждом углу. Название вата означает «Окружённый слонами».
- Ват-Чеди-Четтхае, также внутри стены, содержит центральную чеди в виде бутона лотоса и некоторое количество меньших чеди, часть из них со статуями Будды. Одна из них представляет уменьшенный вариант центральной чеди в Ват-Махатхат в Сукотаи.
- Ват-Нангпхайя, около стены (с внутренней стороны), содержит чеди XV—XVI веков в цейлонском стиле и богато орнаментированную вихану аютийского периода.
- Внутри и вне стены есть ещё несколько малых ватов.